# Tetranchyroderma arcticum
Tetranchyroderma arcticum is een buikharige uit de familie Thaumastodermatidae. Het dier komt uit het geslacht Tetranchyroderma. Tetranchyroderma arcticum werd in 1999 voor het eerst wetenschappelijk beschreven door Clausen. 